# Hermán Gaviria
Hermán Gaviria Carvajal (Carepa, 27 novembre 1969 – Cali, 24 ottobre 2002) è stato un calciatore colombiano, di ruolo centrocampista.
Il suo nome viene anche riportato come Hernán.
Segnò un gol ai mondiali del 1994 e morì a 32 anni colpito da un fulmine, durante una sessione d'allenamento.